# Mats Gren
Mats Gren (* 20. Dezember 1963 in Falun, Schweden) ist ein ehemaliger schwedischer Fußballspieler, der mittlerweile als Trainer tätig ist.

## Laufbahn

### Spielerkarriere
Gren begann mit dem Fußballspielen bei Falu BS in seinem Heimatort. Dort debütierte er 1982 in der Männermannschaft und schaffte mit dem Klub den Aufstieg in die Division 3 Södra Norrland. Auch dort gelang die Meisterschaft, erst in den Aufstiegsspielen gegen Nyköpings BIS wurde der Durchmarsch in die zweite Liga verpasst. Ein Jahr später wurde der Staffelsieg wiederholt und nachdem man sich gegen Råsunda IS Dank der Auswärtstorregel durchgesetzt hatte, war der Weg in die Zweitklassigkeit frei. Jedoch verließ Gren den Klub, um beim IFK Göteborg in der Allsvenskan anzuheuern. Mit dem Klub wurde er 1984 schwedischer Meister.
1985 wechselte Gren in die Schweiz zu Grasshopper Club Zürich. In seinem ersten Spiel für den neuen Arbeitgeber – einem Pokalspiel gegen BSC Young Boys – erzielte Gren vier Tore. Er absolvierte in den folgenden 14 Jahren 427 Spiele für die Hoppers und erzielte dabei 45 Tore. Gren wurde in jeder Position mindestens einmal eingesetzt (auch wenige Minuten als Torhüter) und war in den letzten Jahren Libero und Mannschaftskapitän. Bis 2000 blieb er dem Klub treu und konnte mehrere Titel erringen. Fünfmal wurde er Schweizer Meister und viermal gelang der Triumph im Schweizer Cup.
Am 26. Juni 1984 debütierte Gren in der schwedischen Nationalmannschaft, als diese in Mailand gegen Italien antrat und durch ein Tor von Antonio Cabrini in der 2. Spielminute mit 0:1 unterlag. In der Folgezeit gehörte er zunächst zu den Stammkräften in der Auswahl, ehe er nach seinem Wechsel in die Schweiz zunächst aus dem Blickfeld von Nationaltrainer Lars Arnesson verschwand. Am 14. Oktober 1987 feierte er unter Olle Nordin seine Rückkehr in den Nationaldress, als man sich im Gelsenkirchener Parkstadion 1:1-Unentschieden von der westdeutschen Landesauswahl trennte. Jedoch stand er nur noch unregelmäßig für die Nationalmannschaft auf dem Platz. Obwohl er in der Vorbereitung zur Weltmeisterschaft 1990 nicht eingesetzt wurde, gehörte er dennoch zum Kader der Landesauswahl beim Turnier und kam bei der 1:2-Niederlage im abschließenden Gruppenspiel gegen Costa Rica als Einwechselspieler für Tomas Brolin zu einem Turniereinsatz. Bis zu seinem letzten Einsatz am 22. April 1992 gegen Tunesien kam er in insgesamt 23 Spielen zum Einsatz, ein Torerfolg blieb ihm verwehrt.

### Trainerkarriere
Nach dem Ende seiner aktiven Laufbahn wurde Gren zunächst Jugendtrainer beim FC Altstetten. Ein Jahr später wechselte er in dieselbige Position beim FC Winterthur. Über den FC Vaduz, seine erste Trainerstation im Erwachsenenfußball, kehrte er zu den Grasshoppers zurück, wo er als Nachfolger von Murat Yakin Assistenztrainer von Hans-Peter Latour wurde. 
Im Juli 2009 legte Gren seinen Assistenztrainerposten nieder und übernahm als hauptverantwortlicher Trainer den dänischen Klub Vejle BK, der in die zweitklassige 1. Division abgestiegen war.
Von 2012 bis 2014 war er Trainer bei Jönköpings Södra IF in der schwedischen zweiten Liga Superettan. 2014 wurde er Sportdirektor beim IFK Göteborg. Im Oktober 2018 wurde er entlassen. Von 2020 bis 2021 trainierte er das Frauenteam des BK Häcken. 2020 gewann er mit diesem Team, das damals noch unter dem Namen Kopparbergs/Göteborg FC auflief, die Meisterschaft.

## Erfolge
- Schweizer Meister: 1990, 1991, 1995, 1996, 1998.
- Schweizer Cupsieger: 1988, 1989, 1990, 1994.
- Ch. League: 1995/96; 1996/97
- 23 × Schwedischer Internationaler
- World Cup 1990 in Italien